# Lilla tysk vädur

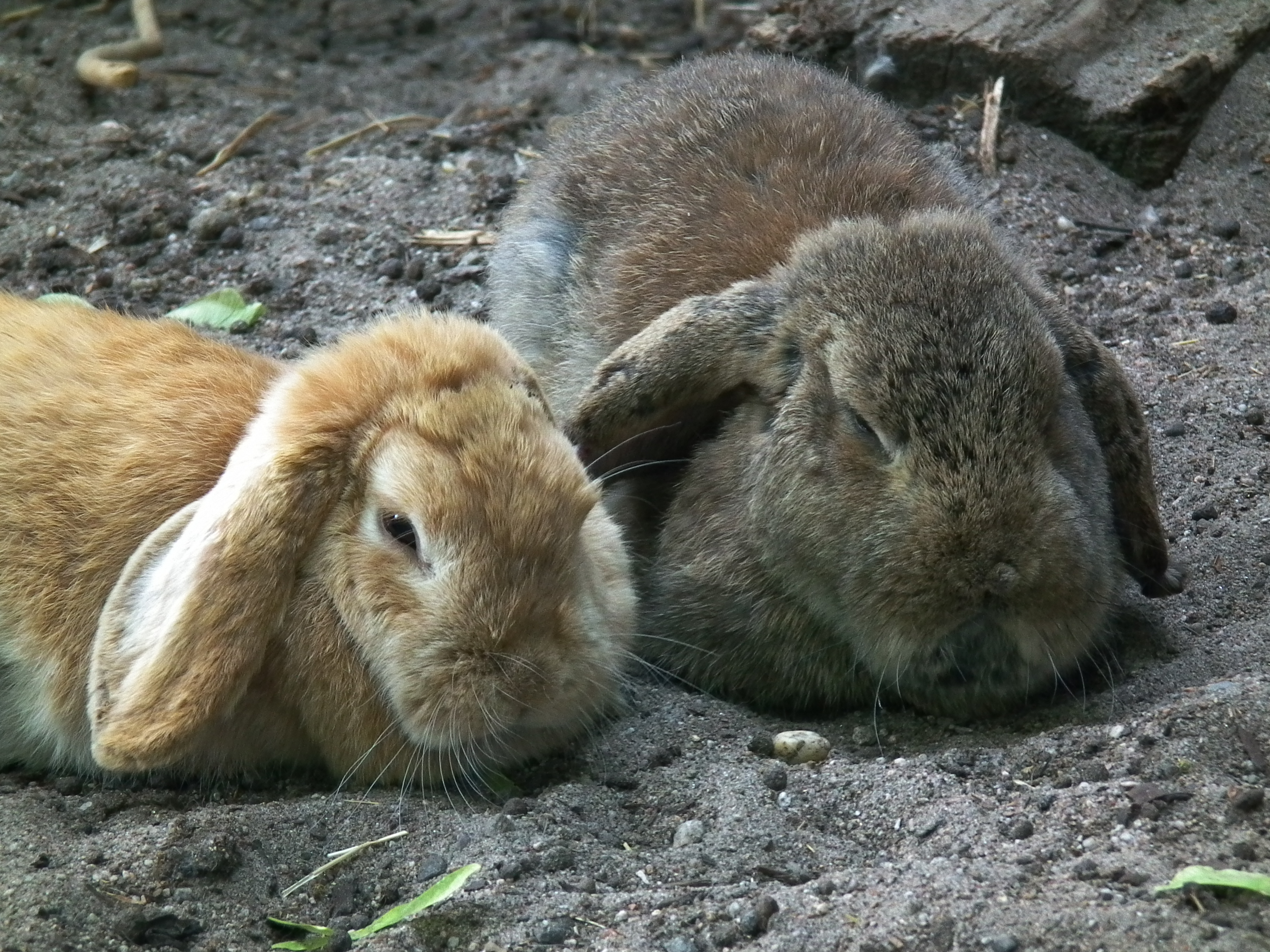
Lilla tysk vädur.

Lilla tysk vädur (ibland även liten tysk vädur) är en kaninras. Den har hängöron och ska ha en kompakt kroppsform. Den ideala vikten är mellan 3,1 och 4 kg. Rasen utvecklades i Tyskland genom att blanda fransk vädurkanin och dvärgvädur. Den togs upp i tysk rasstandard 1968 och i holländsk rasstandard 1976.
Lilla tysk vädur passar bra som sällskapskanin. Lilla tysk vädur är den populäraste rasen i kategorin medelstora raser. I lynnet liknar den dvärgväduren som är ganska lugn och social i temperamentet.